# Arthur Irvine
Arthur James Irvine, (14 juillet 1909 - 15 décembre 1978) est un avocat et homme politique britannique. Il est le député travailliste de Liverpool Edge Hill depuis l'élection partielle de 1947 jusqu'à sa mort à l'âge de 69 ans.

## Biographie
Irvine fait ses études à l'Académie d'Édimbourg et à l'Oriel College d'Oxford, où il est président de l'Oxford Union Society pendant le terme Hilary de 1932. Il devient avocat en 1935, lorsqu'il est appelé par Middle Temple, et devient secrétaire du Lord Chief Justice de 1935 à 1940. Il est Conseiller de la reine en 1958 et le recorder de Colchester en 1965. En 1937, Irvine se présente comme candidat libéral à Bethnal Green North East aux élections du conseil du comté de Londres.
Lors de ses deux premières candidatures parlementaires infructueuses à Kincardine et dans l'ouest de l'Aberdeenshire en 1935 et 1939, Irvine est candidat du Parti libéral, mais rejoint plus tard le Parti travailliste. Après deux autres défaites électorales à Twickenham en 1945 et à Aberdeen South en 1946, il est finalement élu député de Liverpool Edge Hill aux élections partielles de 1947. Il est désélectionné par son parti local en 1977,.
Irvine devient solliciteur général en 1967, et est fait chevalier en 1970. Il devient conseiller privé dans les honneurs du Nouvel An 1970.
Son fils Michael Irvine est député conservateur d'Ipswich entre 1987 et 1992.